# Jenning Huizenga
Jenning Huizenga  (* 29. März 1984 in Franeker) ist ein niederländischer Radsporttrainer und ehemaliger Radrennfahrer, der auf Bahn und Straße aktiv war.

## Sportliche Laufbahn
Jenning Huizenga begann seine sportliche Laufbahn als Eisschnellläufer. Im Jahr 2000 belegte er den sechsten Platz beim niederländischen Eislauf-Marathon.
1998 begann Huizenga neben dem Eisschnelllauf mit dem Radsport, fuhr als Jugendlicher und Junior zunächst hauptsächlich auf der Straße, bis er auch auf der Bahn aktiv wurde. 2006 wurde er Dritter der niederländischen Meister in der Einerverfolgung, 2007 errang er den Titel, wie auch 2011, 2012 und 2013. 2011 wurde er zudem niederländischer Vize-Meister im Scratch sowie gemeinsam mit Levi Heimans, Wim Stroetinga und Tim Veldt nationaler Meister in der Mannschaftsverfolgung. Bei den UCI-Bahn-Weltmeisterschaften 2008 in Manchester wurde er hinter Bradley Wiggins Vize-Weltmeister in dieser Disziplin. Beim Bahnrad-Weltcup 2013/14 gewann er die Gesamtwertung in der Einerverfolgung.
Zweimal – 2008 und 2012 – nahm Jenning Huizenga an Olympischen Spielen teil: 2008 in Peking wurde er 18. in der Einerverfolgung, und 2012 in London wurde er mit dem niederländischen Bahnvierer (Heimans, Veldt und Stroetinga) Siebter in der Mannschaftsverfolgung.
Aufgrund einer langwierigen Erkrankung, wegen der Huizenga sein früheres sportliches Niveau nicht mehr erreichen konnte, beendete er 2016 seine Radsportlaufbahn.

## Berufliches
Huizinga arbeitet als Assistent des niederländischen Nationaltrainers im Bereich Paracycling (Stand 2022).

## Erfolge
2007
- Niederländische Meisterschaft – Einerverfolgung

2008
- Bahnweltmeisterschaften – Einerverfolgung

2011
- Niederländische Meisterschaft – Einerverfolgung

2012
- eine Etappe Olympia’s Tour
- Niederländische Meisterschaft – Einerverfolgung

2013
- Europameisterschaft – Mannschaftsverfolgung (mit Dion Beukeboom, Roy Eefting und Tim Veldt)
- Niederländische Meisterschaft – Einerverfolgung

2014
- Bahnrad-Weltcup in Guadalajara – Einerverfolgung

## Teams
- 2005 Moser-AH-Trentino
- 2006 Cyclingteam Jo Piels
- 2007 Löwik Meubelen
- 2011 Ubbink-Koga Cycling Team
- 2012 Rabobank Continental Team
- 2014–2015 Parkhotel Valkenburg